# Apaidia barbarica
Apaidia barbarica là một loài bướm đêm thuộc phân họ Arctiinae, họ Erebidae.